# Julian Eltinge

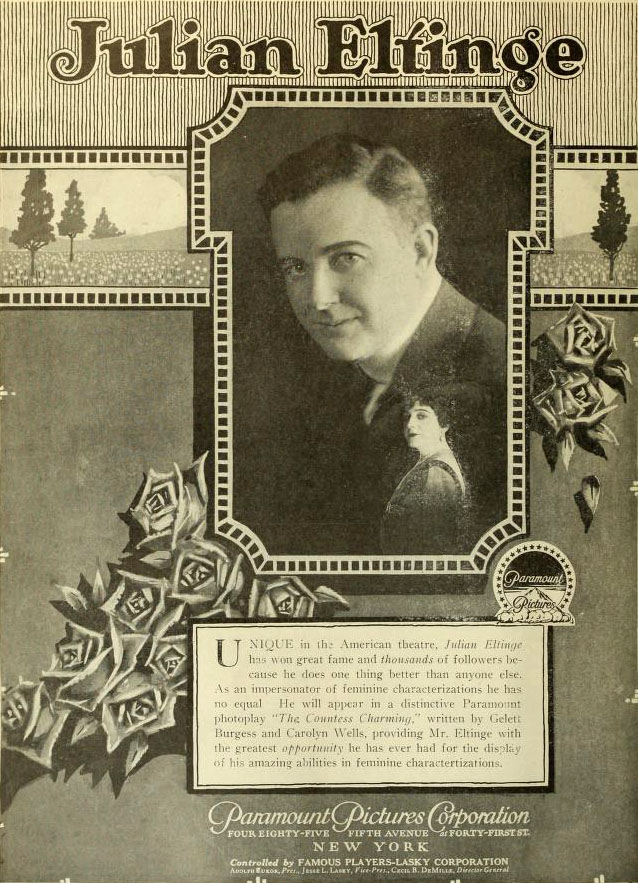
Anzeige (1917)

Julian Eltinge, gebürtig William Julian Dalton (* 14. Mai 1881 in Newtonville, Massachusetts; † 7. März 1941 in New York City) war ein US-amerikanischer Schauspieler.

## Leben

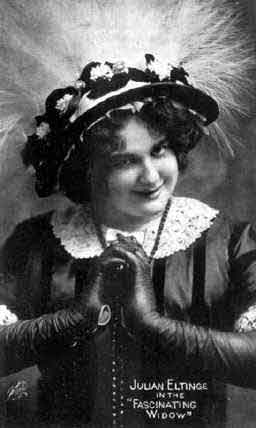
Eltinge in der Rolle als The Fascinating Widow

Eltinge wurde 1881 in Newtonville, Massachusetts geboren. Er wuchs in seiner Kindheit in Butte, Montana auf, wo sein Vater im Bergbau tätig war. Über seine frühen Jahre sind kaum Hintergründe bekannt. In Boston erhielt er eine Stelle im Tremont Theater bei der Boston Cadets Review, wo er eine weibliche Rolle spielte. Zu jener Zeit spielten oftmals junge Männer Frauenrollen in männlichen Organisationen. Erstmals erschien Eltinge am Broadway für die Musicalkomödie Mr Wix of Wickham, die am 19. September 1904 am Bijou Theater in New York City eröffnete. Die Show wurde von E. E. Rice produziert und die Musik stammte unter anderem von Jerome David Kern. Die Show war ein Flop, half aber Eltinges Karriere anzuschieben. Eltinge begann als Schauspieler Rollen im Theatergenre Vaudeville zu übernehmen. Im Vergleich zu den vielen weiblichen Rollen, die in jener Zeit am Theater existierten und in denen Männer Frauen in Karikatur darstellten (unter anderem Bert Savoy oder George Fortesque), präsentierte Eltinge eine Illusion einer agierenden Frau ohne Karikatur. So spielte Eltinge unter anderem die Rolle eines Gibson-Mädchens The Sampson Girl. 1906 gab Eltinge ein Debüt in London am Palace Theater und gab in London dem britischen König Edward VII. eine Privatvorstellung. 1907 gab Eltinge sein Debüt am Alhambra Theater in New York City. In den folgenden beiden Jahren 1908 und 1909 tourte Eltinge mit einer Minstrel Show in den Vereinigten Staaten. Eltinges Bekanntheit war mittlerweile so groß, dass er für Frauen ein eigenes Modemagazin Eltinge Magazine herausgab.
1911 eröffnete Eltinge seine wohl berühmteste Rolle und Theatershow The Fascinating Widow am Liberty Theater in New York City. Nach 56 Auftritten in New York City tourte er mit dieser Show mehrere Jahre durch die Vereinigten Staaten. Theaterproduzent Albert H. Woods benannte zu Ehren Eltinges ein Theater nach ihm, das Eltinge Theater an der 42nd Street, das der Architekt Thomas W. Lamb entworfen hatte. Dieses Theater bestand bis 1943 und war danach ein Kinobetrieb.
Nach seiner Rolle in der The Fascinating Widow spielte Eltinge in zwei weiteren erfolgreichen Komödien mit: The Crinoline Girl, die 1914 eröffnete, und die Komödie Cousin Lucy, die 1915 begann. 1914 trat Eltinge mit Beginn der Stummfilmzeit in diesen beiden Rollen erstmals vor die Filmkamera. Er hatte auch einen Kurzauftritt in dem Stummfilm How Molly Malone Made Good. Sein erster Filmerfolg kam hingegen erst 1917 mit dem Film The Countess Charming, in dem er eine Doppelrolle spielte.
Eltinge zog 1917 nach Hollywood, wo er in drei Filmen 1917 und 1918 mitspielte. Darauf schrieb er ein Stück für eine Vaudeville Theatergruppe, The Julian Eltinge Players, mit der er 1918 im Palace Theater in New York City auftrat. 1919 trat er in einer Vaudeville-Rolle auf, dessen Bühne von dem französischen Künstler Erté gestaltet war. Um 1920 war Eltinge finanziell gut gestellt; er lebte in einer komfortablen Wohnung in Südkalifornien, der Villa Capistrano. Sein Stern als Schauspieler erstrahlte noch stärker, als er 1920 in dem Film An Adventuress mit Rudolph Valentino sowie in dem Film The Isle of Love mit Rudolph Valentino und Virginia Rappe von 1918 auftrat. Danach begann Eltinge wieder im Theatergenre bis 1927 zu touren und es folgten zwei weitere Filme Madame Behave und The Fascinating Widow im Jahre 1925.
In den 1930er Jahren ging die berufliche Karriere von Eltinge bergab. Das Vaudeville-Theatergenre war mittlerweile in den Vereinigten Staaten nicht mehr populär und die Weltwirtschaftskrise wirkte sich negativ für Eltinges Karriere aus. Eltinge musste in Nachtclubs auftreten. 1941 verstarb Eltinge in New York City bei einem Auftritt durch eine intrazerebrale Blutung. Die genauen Todesumstände werden als mysteriös umschrieben.

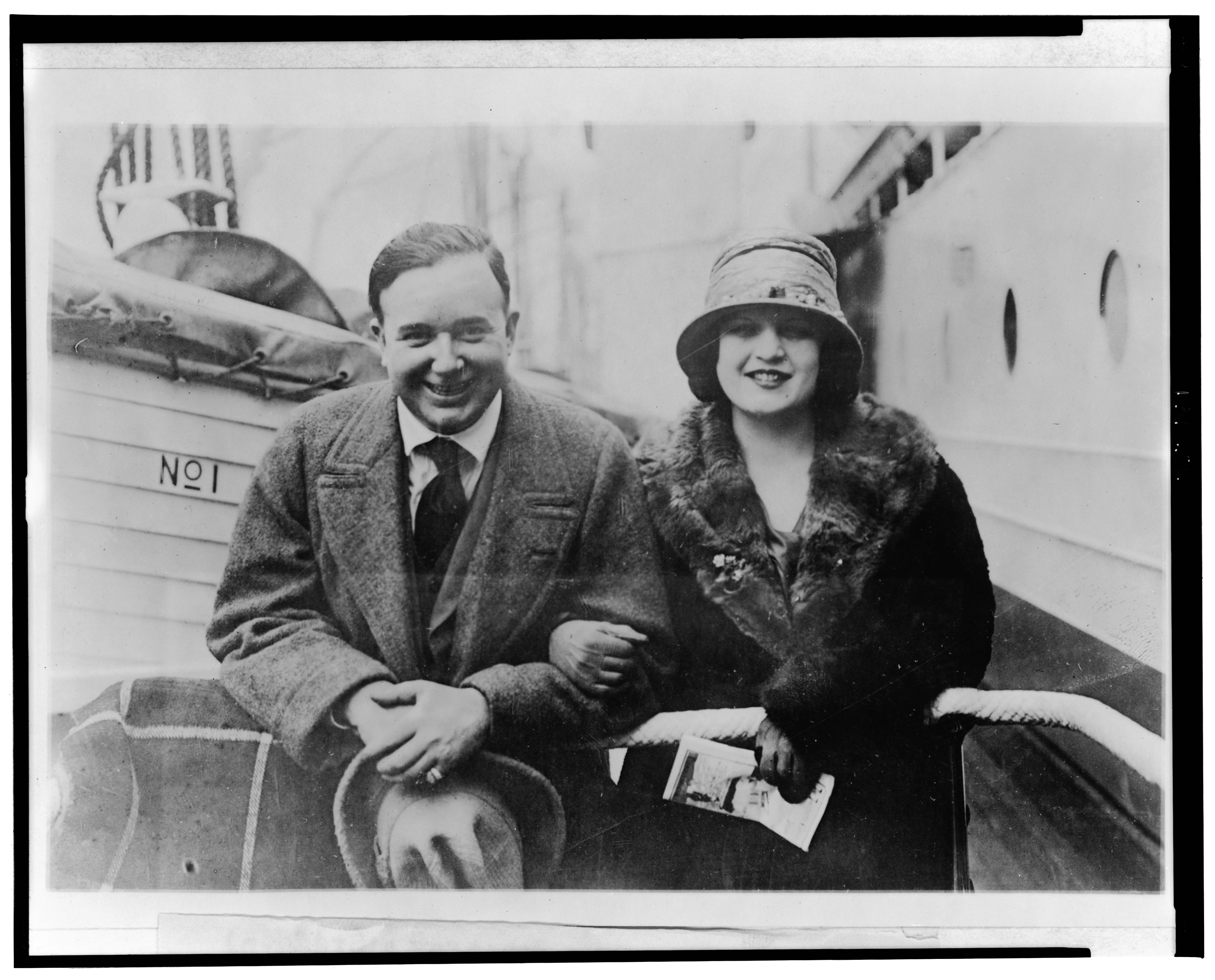
Eltinge und eine Frau, die er auf einem Trip in Japan als seine Frau angab.

Über Eltinge wurde in der Gesellschaft über dessen sexuelle Orientierung spekuliert. Es gab verschiedene Gerüchte über eine angebliche Homosexualität. Eltinge selbst verneinte diese Spekulationen und trat mit einer starken maskulinen Gestik in seinem Privatleben auf, in dem er Zigarren rauchte, Barschlägereien austrug und sich mit Frauen öffentlich zeigte, obgleich er niemals heiratete. Viele Kollegen, wie Milton Berle unter anderem, nahmen eine Homosexualität bei Eltinge an. Demgegenüber gab die Schauspielerin Ruth Gordon in einem Artikel der New York Times über Eltinge an: „Eltinge as virile as anybody virile.“ („Eltinge so männlich wie jeder andere.“)
Buster Keaton würdigte Eltinge 1925 in dem Film Sieben Chancen.

## Zitat über Eltinge
My heart is simply melting at the thought of Julian Eltinge;
His alter ego, Vesta Tilley, too.
Since our language is so dexterous, let us call them ambi-sexterous -
Why hasn't this occurred before to you?
Dorothy Parker, „A Musical Comedy Thought“ - Vanity Fair, Juni 1916

## Werke (Auswahl)
- Maid to Order, 1931
- Madame Behave,  Jack Mitchell/'Madame Behave', 1925
- The Fascinating Widow, 1925
- An Adventuress, 1920,  Clifford Townsend
  - The Isle of Love
- The Widow's Might, 1918, Dick Tavish
- Princess Martini, 1918
- War Relief, 1918
- The Clever Mrs. Carfax, 1917, Temple Trask/Mrs. Carfax
- The Countess Charming, 1917, Stanley Jordan/Countess Raffelski
- Her Grace, the Vampire, 1917
- The Isle of Love, 1916
- Cousin Lucy, 1914
- Crinoline Girl, 1914